# Cantley
Cantley est une municipalité du Québec (Canada) située dans la Municipalité régionale de comté (MRC) des Collines-de-l'Outaouais, dans la région administrative de l'Outaouais. Elle constitue une banlieue des villes de Gatineau et Ottawa, à l’intérieur de la région de la capitale nationale du Canada. Le siège de la  Municipalité de Cantley est situé au 8, chemin River, à Cantley. La population au recensement canadien de 2021 était de 11 449 habitants, soit une augmentation de 7,0 % par rapport à la population de 2016, qui était de 10 699 habitants. Le français est la langue maternelle de 86,7 % des résidents de Cantley.
La municipalité est située à 13 km du centre-ville d’Ottawa et est délimitée par la ville de Gatineau au sud-est, la rivière Gatineau à l’ouest et la municipalité de Val-des-Monts au nord-est.

## Toponymie
L'origine de l'appellation est encore débattue. Certains disent qu'on l'aurait attribuée en souvenir d'une paroisse du comté de Norfolk, en Angleterre. Cette théorie repose sur l'idée que la première vague de colons serait arrivée de cette paroisse.
La seconde théorie serait que cette municipalité fut nommée en l'honneur du colonel Cantley, un officier de l'armée britannique qui a travaillé à la construction du canal Rideau. Selon cette théorie, le Colonel John By, qui était superviseur de la construction du Canal Rideau dans les années 1820, aurait distribué des terres qui appartenaient à la Couronne à quelques personnes à la suite de la construction du canal. Il en aurait distribué une à un certain Colonel Cantley, un de ses plus hauts gradés. Cette terre était située à l’intérieur des limites actuelles de Cantley. Le colonel Cantley s’y serait donc installé au début des années 1830 et la municipalité serait nommée ainsi en son honneur.

## Géographie

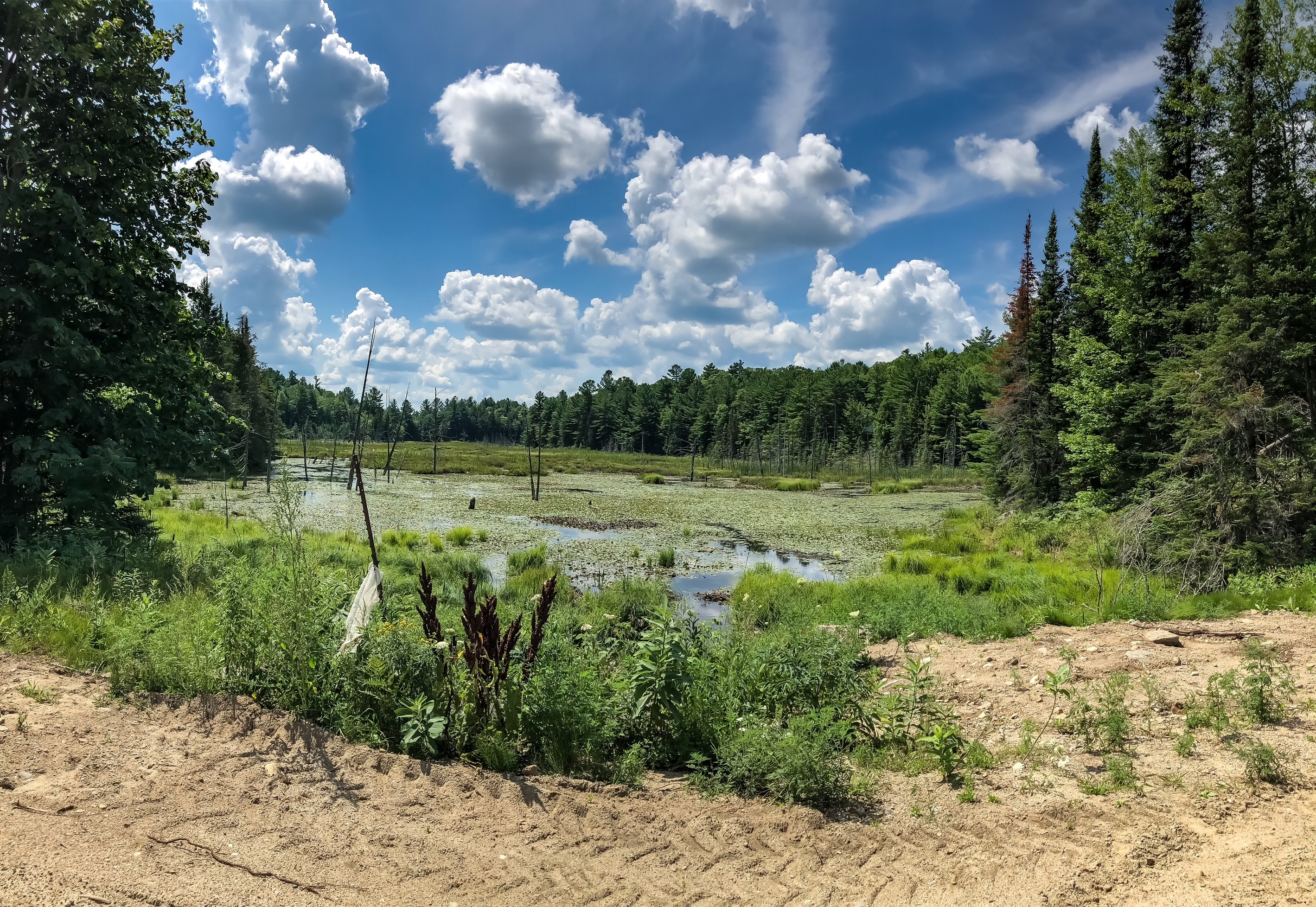
Milieux humides de Cantley

## Histoire

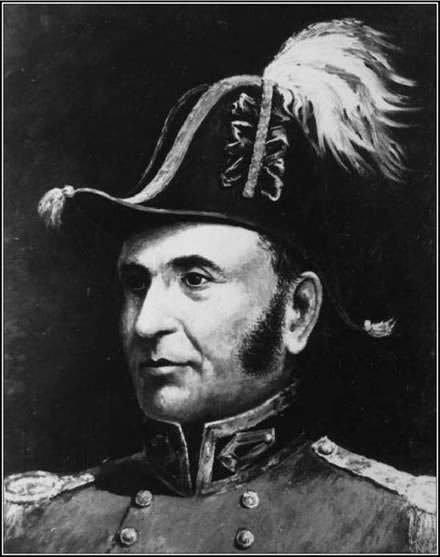
Le Colonel John By.

### Les pionniers
Les premiers colons à s’installer à Cantley auraient été Andrew Blackburn et ses deux fils, qui seraient arrivés sur le territoire en 1829, à une époque où Cantley était nommée Hamilton’s Neighbourhood et faisait partie du village de Hull, qui était un lieu frontière du Canada. Toujours dans les années 1830, une liaison entre Cantley et le monde extérieur était assurée à l’aide d’un bateau, un service appelé Kirk's Ferry en l'honneur de son fondateur, Thomas Kirk. Cela a facilité la colonisation du territoire, qui a continué dans les années 1840, surtout grâce aux colons d’origine irlandaise. En 1889, Hamilton’s Neighbourhood devient Hull-Est, une municipalité bien réputée pour ses mines de phosphate et de mica.
Avec cette vague de colonisation, deux priorités s’imposaient pour les citoyens, qui étaient pour la majorité des fermiers : la religion et l’éducation. C’est ainsi qu’en 1869, l’Église Sainte-Élisabeth est construite sur le chemin portant le même nom, elle qui est l’une des plus vieilles églises catholiques en Outaouais. En 1877, c’est l’Église protestante Saint Andrew qui est construite. Abandonnée depuis plusieurs années, elle a été démolie sans préavis en mai 2020. Des écoles furent également construites, la première se trouvant sur la ferme de monsieur Thomas Brown. Successivement, il y eut des écoles protestantes, anglicanes, méthodistes et catholiques, jusqu’à ce que soit créée l’école Sainte-Élisabeth vers la fin des années 1950. C’est d’ailleurs une des trois écoles primaires qui est toujours sur le territoire de Cantley.

### Une fusion controversée
En 1975, Hull-Est s’appelle maintenant Touraine et est annexée à la nouvelle ville de Gatineau , ce qui ne plaît pas à beaucoup de citoyens du secteur Touraine. En effet, les résidents disent qu’ils paient trop de taxes pour le nombre de services qu’ils reçoivent, eux qui sont en périphérie de Gatineau, en milieu rural. C’est en 1983, à la suite des dépôts des nouveaux taux de taxes foncières, que commence à s’organiser le soulèvement dans le secteur de ce qui va devenir Cantley. C’est également durant cette année que se crée le « Comité du Regroupement des Contribuables Ruraux », qui a pour mandat de créer une municipalité indépendante. Ils réussissent leur pari, puisqu’en 1989, Cantley est officiellement créée.

### L'indépendance et le premier conseil municipal
Après avoir obtenu l’indépendance, l’étape suivante était de nommer un des élus municipaux pour diriger la municipalité. C’est ainsi que le 19 mars 1989, le premier conseil municipal est élu. Il est composé du maire, Bernard Bouthillette, et des conseillers municipaux Denis Prud’homme, Michel Pélissier, Nora Prud’homme, Rosalie Bernier, Heinz Pilz et Denis Charron.

## Démographie
| 1986  | 1991  | 1996  | 2001  | 2006  | 2011  | 2016   | 2021   |
| ----- | ----- | ----- | ----- | ----- | ----- | ------ | ------ |
| 3 536 | 4 424 | 5 443 | 5 898 | 7 926 | 9 888 | 10 699 | 11 449 |

Au recensement de 2016 on y a dénombré 10 699 habitants. En 2006 la population s'élevait à 7 926. Entre 2001 et 2006, Cantley a eu la plus grande croissance de la population dans la région soit 34,4 %. Le français est la langue maternelle de 87 % des résidents de Cantley.

## Élus municipaux et administration municipale
La municipalité de Cantley est composée de six districts, qui sont chacun représentés par un conseiller municipal. Lors des dernières élections (8 novembre 2021), David Gomes a été élu maire de la municipalité et les conseillers sont les suivants :
- Nathalie Bélisle dans le district 1 (District des Monts) ;
- Jean Bosco dans le district 2 (District des Prés) ;
- Philippe Normandin dans le district 3 (District de la Rive) ;
- Sarah Plamondon dans le district 4 (des Parcs) ;
- Jean-Charles Lalonde dans le district 5 (District des Érables) ;
- Jean-Nicolas De Bellefeuille dans le district 6 (District des Lacs).

Ce sont ces élus municipaux ainsi qu’une cinquantaine d’employés (cols bleus et cols blancs) qui s’occupent de l’administration de la municipalité. Il est possible d’obtenir plus de détails concernant l’administration municipale en consultant le bottin des employés de la municipalité.
| Cantley Maires depuis 2005                                                                                           |                    |         |          |
| Élection | Maire              | Qualité | Résultat |
| 2005 | Steve Harris       |         | Voir     |
| 2009 | Steve Harris       | Voir    |          |
| 2013 | Madeleine Brunette |         | Voir     |
| 2017 | Madeleine Brunette | Voir    |          |
| 2021 | David Gomes        |         | Voir     |
| Élection partielle en italique Depuis 2005, les élections sont simultanées dans toutes les municipalités québécoises |                    |         |          |

## Climat
Le climat de Cantley, qui est très semblable à celui du reste de l’Outaouais, peut être qualifié de «climat de zone tempérée», c’est-à-dire un climat qui est dominé par des vents d’ouest et qui figure parmi les plus chauds au Québec. Les températures moyennes en juillet et en janvier sont de 20,2 °C et −11,4 °C respectivement (valeurs attribuées à la Ville de Gatineau, qui est une ville limitrophe de Cantley).
Les précipitations moyennes annuelles sont assez faibles : environ 902,1 mm de pluie (principalement en automne et au printemps) et 225,5 mm de neige.

## Transports

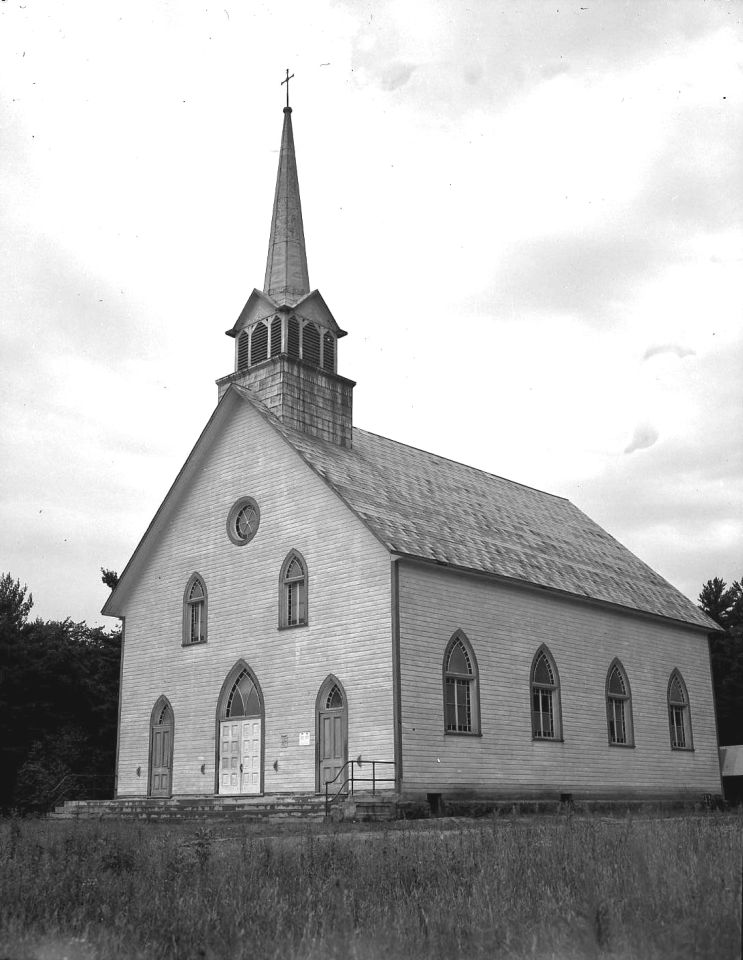
L'Église Sainte-Élisabeth (photo prise par Champlain Marcil en 1947).

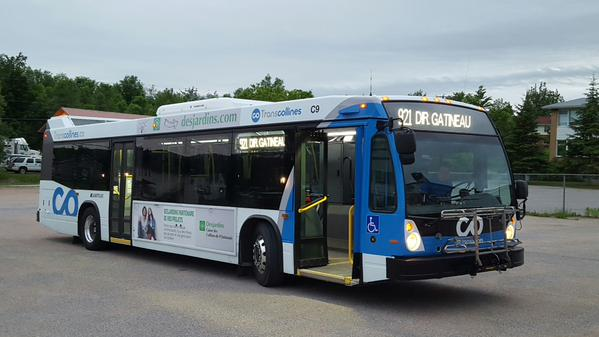
Autobus de Transcollines.

### Route principale
L'artère principale de Cantley est la route 307 (aussi connue comme la montée de la Source). Ce chemin est une continuation de la rue Saint-Louis à Gatineau. Les routes collectrices comprennent le chemin du Mont-Cascades, le chemin Ste-Élisabeth, la montée des Érables et la montée St-Amour.

### Transport en commun
Depuis plusieurs années, la Société de transport de l'Outaouais (STO) offrait un service d'autobus entre Cantley et Ottawa du lundi au vendredi (à l'heure de pointe). Mais depuis le 15 juin 2015, c'est le service Transcollines qui dessert les municipalités de Cantley, Chelsea, La Pêche et Val-des-Monts au réseau Rapibus de la STO qui fait le lien avec OC Transpo, le réseau d'Ottawa. De plus, Transcollines offre des services de transport adapté et d'appoint dans ces municipalités en plus de L'Ange-Gardien, Notre-Dame-de-la-Salette et Pontiac. Les autobus du transporteur sont tous munis d'une connexion sans fil à internet et de supports à vélos.

## Éducation
On y trouve trois écoles primaires : l'école Sainte-Élisabeth, l'école de la Rose-des-Vents, et l'école de l'Orée-des-Bois. Cette dernière a accueilli ses premiers élèves à l'automne 2014.

## Loisirs
Le Chemin du Mont-Cascades donne accès à la Station de ski et au Parc aquatique du Mont Cascades, ainsi qu'au Club de golf du Mont Cascades. Le parc aquatique est le plus grand de la région de l'Outaouais alors que la station de ski offre 20 pistes de ski. Le chalet principal de la station a brûlé le 1er août 2021, sans faire de victimes. Cantley abrite également Nakkertok, le plus grand club de ski de fond de la région de la capitale nationale. Cantley est situé au centre de la région de la capitale nationale et offre un accès facile à de nombreuses activités récréatives. Ces activités comprennent le parc de la Gatineau, des stations de ski comme Sommet Edelweiss (Vallée Edelweiss) et Vorlage à La Pêche (Wakefield), Camp Fortune à Chelsea et Mont Ste-Marie à Lac Ste-Marie. Cantley compte également un certain nombre de parcs répartis sur son territoire.

## Jumelage
- Ornans (France) depuis 2001.